# 约埃尔·加西亚
约埃尔·加西亚（西班牙語：Yoel García，1973年11月25日—），古巴男子田径运动员。他曾代表古巴参加1996年和2000年夏季奥林匹克运动会田径比赛，其中2000年奥运会获得一枚银牌。